# Gyrus longus insulae
De gyrus longus insulae is een hersenwinding van het eiland van Reil van de grote hersenen. De hersenwinding ligt in het achterdeel van het eiland van Reil en wordt door de sulcus centralis insulae gescheiden van de gyri breves insulae die voor deze hersengroeve ligt.